# إفينغهام (نيوهامشير)
إفينغهام (بالإنجليزية: Effingham, New Hampshire)‏ هي بلدة أمريكية تقع في الولايات المتحدة في Carroll County. يقدر عدد سكانها بـ 1,465 نسمة ومساحتها 102.6 كم2 وترتفع عن سطح البحر 182 متر.

## معرض صور

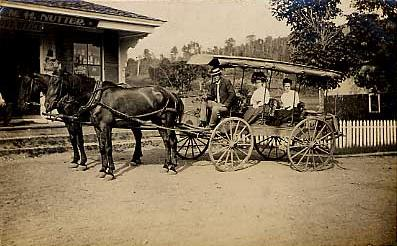
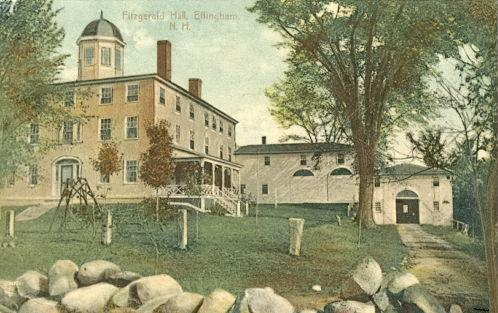
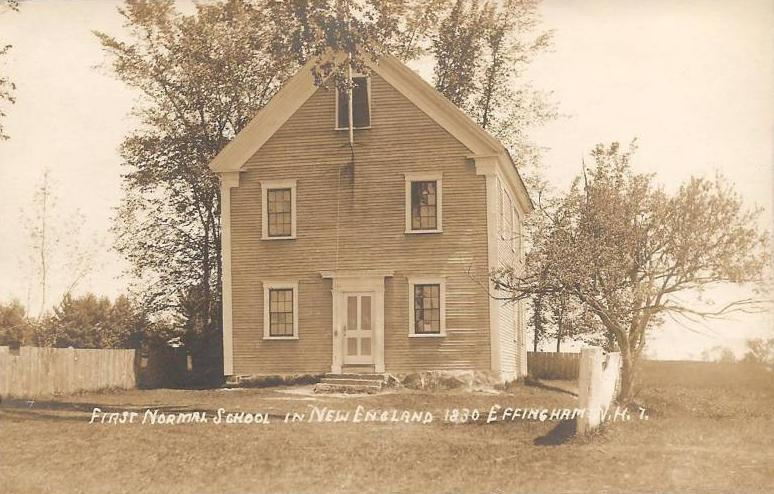

## أعلام
- أندرو جاكسون براينت